# جون بولدرستون
جون ل. بولدرستون (بالإنجليزية: John L. Balderston)‏ (22 أكتوبر، 1889، في فيلادلفيا، بينسلفينيا - 8 مارس، 1954، لوس أنجلوس، كاليفورنيا، كان كاتبًا مسرحيًا أمريكيًا وسينارست، يُشار إليه بسبب أعماله التي تحكي قصص رعب وخيال.
بدأ بولديرستون حياته صحفيًا، وعمل مراسلاً حربيًا خلال الحرب العالمية الأولى، ثم تولى تحرير مجلة (Outlook)، وعمل مراسلاً لجريدة (New York World). في عام 1927، وكّله هوراس ليفرايت ليراجع النص المسرحي لمسرحية دراكولا لإنتاجها في أمريكا، كتب مسرحيته الأولى ميدان بيركلي في عام 1929 بالاشتراك مع زميله جون كولنجز سكواير ، ثم تحول عمله الخاص بدراكولا إلى أساس الفيلم الشهير الذي تم إنتاجه عام 1931، مما أعطى له الفرصة ليصبح كاتب سيناريو معروف، وقام بعدها بالاشتراك في عدة أعمال سينيمائية مثل فرانكشتين الذي تم إنتاجه عام 1931 والمومياء في السنة التي تليها.

## الهوامش
1. ↑  HOLLIS (بالإنجليزية), Harvard University, QID:Q54862624
2. ↑  Internet Movie Database (بالإنجليزية), QID:Q37312
3. ↑  ميدان بيركلي، ص11، تأليف: جون بولدرستون، ترجمة: يوسف الشاروني، الكويت: وزارة الإعلام، 1991، ISBN 977-08-0160-7.

## وصلات خارجية
- جون بولدرستون على موقع IMDb (الإنجليزية)
- جون بولدرستون على موقع ألو سيني (الفرنسية)
- جون بولدرستون على موقع أول موفي (الإنجليزية)
- جون بولدرستون على موقع قاعدة بيانات برودواي على الإنترنت (الإنجليزية)
- جون بولدرستون على موقع قاعدة بيانات برودواي على الإنترنت (الإنجليزية)
- جون بولدرستون على موقع قاعدة بيانات الأفلام السويدية (السويدية)
- جون بولدرستون على موقع قاعدة بيانات الفيلم (الإنجليزية)
- جون بولدرستون على موقع كينوبويسك (الروسية)